# ميشيل كوان

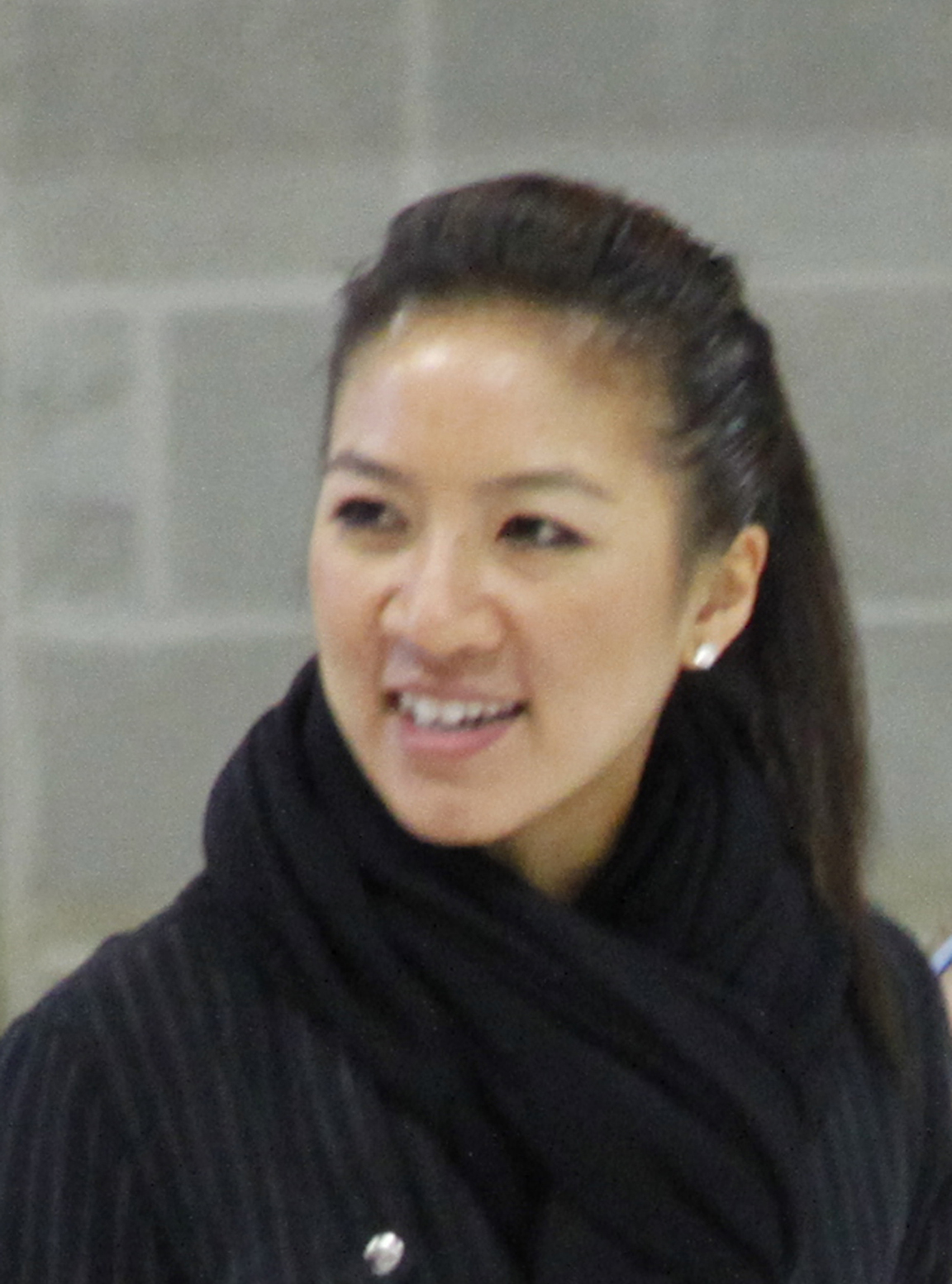

ميشيل وينجشان كوان (Michelle Wingshan Kwan) (مواليد 7 يوليو 1980) هي متزلجة فنية على الجليد أمريكية الجنسية. وهي حائزة على الميدالية الأولمبية لمرتين ((1998 و2002))، وبطلة العالم لخمس مرات (1996، 1998، 2000، 2001 و2003) (رقم قياسي لم يتجاوزه سوى سونيا هيني (Sonja Henie) ضمن المتزلاجات من النساء) وبطلة الولايات المتحدة لتسع مرات (1996، 1998-2005) (الرقم القياسي، متعادلةً مع ماريبيل فينسون أوين (Maribel Vinson-Owen)).
وقد تنافست في مستويات عالية لأكثر من عقد، وهي أكثر متزلجة فنية على الجليد مقلَّدة بأوسمة في تاريخ الولايات المتحدة. معروف عنها تناسقها والبراعة الفنية المعبرة على الجليد، ويعتبرها الكثيرون واحدة من أعظم المتزلاجات الفنيات على الإطلاق.
لمدة أطول من عقد، حافظت كوان على مكانتها ليس فقط كأشهر متزلجة فنية أمريكية، ولكن أيضًا كواحدة من أكثر الرياضيات الأمريكيات شهرةً، حيث استمرت في الظهور ضمن العشرة الأوائل في العديد من الاقتراعات والقوائم (أحيانًا كثيرة كالمتزلجة الفنية الوحيدة) حتى بعد سنوات من توقفها عن التنافس. خلال السنوات العشر التي هيمنت فيها، حظت كوان بشهرة غير مسبوقة، وجمعت العديد من الملايين من الدولارات من صفقات الإعلانات، التي بدأت في العديد من حلقات التلفاز الخاصة، وكانت موضوع تغطية إعلامية مكثفة.

## وصلات خارجية
- ميشيل كوان على موقع IMDb (الإنجليزية)
- ميشيل كوان على موقع الموسوعة البريطانية (الإنجليزية)
- ميشيل كوان على موقع إن إن دي بي (الإنجليزية)
- ميشيل كوان على موقع قاعدة بيانات الفيلم (الإنجليزية)
- ميشيل كوان على موقع الاتحاد الدولي للتزلج (الإنجليزية)
- ميشيل كوان على موقع اللجنة الأولمبية الدولية (الإنجليزية)
- ميشيل كوان على موقع أوليمبيديا (الإنجليزية)
- ميشيل كوان على موقع قاعة كاليفورنيا للمشاهير الرياضية (الإنجليزية)

- أخبار مُجمّعة وتعليقات عن ميشيل كوان في موقع صحيفة نيويورك تايمز.